# مظهر رسلان
مظهر بن مصطفى رسلان (1886- 28 مايو 1948) أحد رجالات الحركة الوطنية العربية الذين اعتمد عليهم الملك فيصل بن الحسين في تسيير أمور الحكومة العربية التي كانت تتخذ من دمشق عاصمة لها، وكانت شرق الأردن آنذاك تابعة إداريا للحكومة العربية في دمشق وكان مظهر رسلان متصرفا للبلقاء ومقره في السلط.

## حياته
ولد في مدينة حمص سنة 1886 م وتخرج من الكلية الملكية في إسطنبول عمل في مناصب ادارية في الدولة العثمانية. وفي عهد الحكومة الفيصلية عين متصرفا للواء البلقاء ومركزه السلط.
بعد أن استولى الفرنسيين على سوريا، بقي في السلط وترأس الحكومة المحلية. وعند وصول الأمير عبد الله إلى معان، ذهب مظهر اليها يدعو الأمير للقدوم، وقد رافق الأمير إلى القدس عندما ذهب للتباحث مع تشرشل. اشترك في أول وزارة أردنية، ثم ترأس الوزارة مرتين (1921-1923) كما تولى منصب وزير الداخلية في حكومة علي الركابي الأولى.
وبعد تأسيس الإمارة الأردنية شكـَّـل مظهر رسلان حكومة برئاسته في 15 أغسطس 1921 م وأخرى في 1 ـ 2 ـ 1923 م. وبعد استقالته من الحكومة عاد إلى مدينة حمص وانضم إلى الكتلة الوطنية التي كانت تتزعم حركة النضال ضد الانتداب الفرنسي، فأعتقل في جزيرة أرواد، ثم أنتخب نائباً في عدة دورات. وفي عام 1932 تولى وزارتي المعارف والعدلية، ثم تولى مناصب وزارية أخرى.كما شغل منصبي وزير الأشغال ووزيرالتموين في حكومة الزعيم السوري سعد الله الجابري المُـشكّلة في 19 ـ 8 ـ 1943 م. وفي عام 1948 عين وزيراً مفوضاً لسوريا في مصر.

## عمله ووظائفه
- رئيساً لبلدية مدينة حمص ولغرفة تجارتها[4]
- عُيّن متدرباً في مكتب والي سورية.
- وكيل متصرف حاصبيا ومصياف والقنيطرة[5]
- رئيساً لمأمورة إحالة الأعشار (الضرائب الزراعية) في النبك.[6]
- في تشرين الثاني 1913 عُيّن قائم مقام مدينة سنجار العراقية،
- نهاية العام 1915 قائم مقام قضاء رواندز في محافظة أربيل اليوم
- نُقل إلى قضاء عقرة في شمال العراق وسمّي قائممقام قضاء زاخو في نيسان 1917.
- عُيّن مديراً لمعارف حلب 1918
- نائباً في المؤتمر السوري العام سنة 1919 م.
- عينه فيصل الأول معاوناً للحاكم العسكري في مدينة دير الزور ثم متصرفاً في لواء البلقاء الأردني.
- صدر قرار بتعيينه متصرفاً على حمص في نهاية شهر آب من العام 1920 ولكنه رفض الالتحاق بعمله الجديد وبقي في السلط معلناً ولاءه للحكومة العربية والأسرة الهاشمية.[7]
- تعاون رسلان مع الأمير عبد الله بن الحسين في تأسيس إمارة شرق الأردن

- 1921 مشاور العدلية والصحة والمعارف وعضو مجلس المشاوري في  الاردن[8]
- 1921 المشاور المالي في  الاردن
- 1921 رئيس المستشارين والمستشار المالي في  الاردن
- 1921 -1922 رئيس المستشارين والمستشار الملكي في  الاردن[9]
- 1923-1922 مستشار الملكية (الداخلية ) في  الاردن
- 1923 رئيس المستشارين في  الاردن

- مشارك في تأسيس الكتلة الوطنية وحضر مؤتمرها الأول في بيروت سنة 1927.

## وفاته
توفي في القاهرة في 28 مايو 1948.